# Michael G. Koscheski

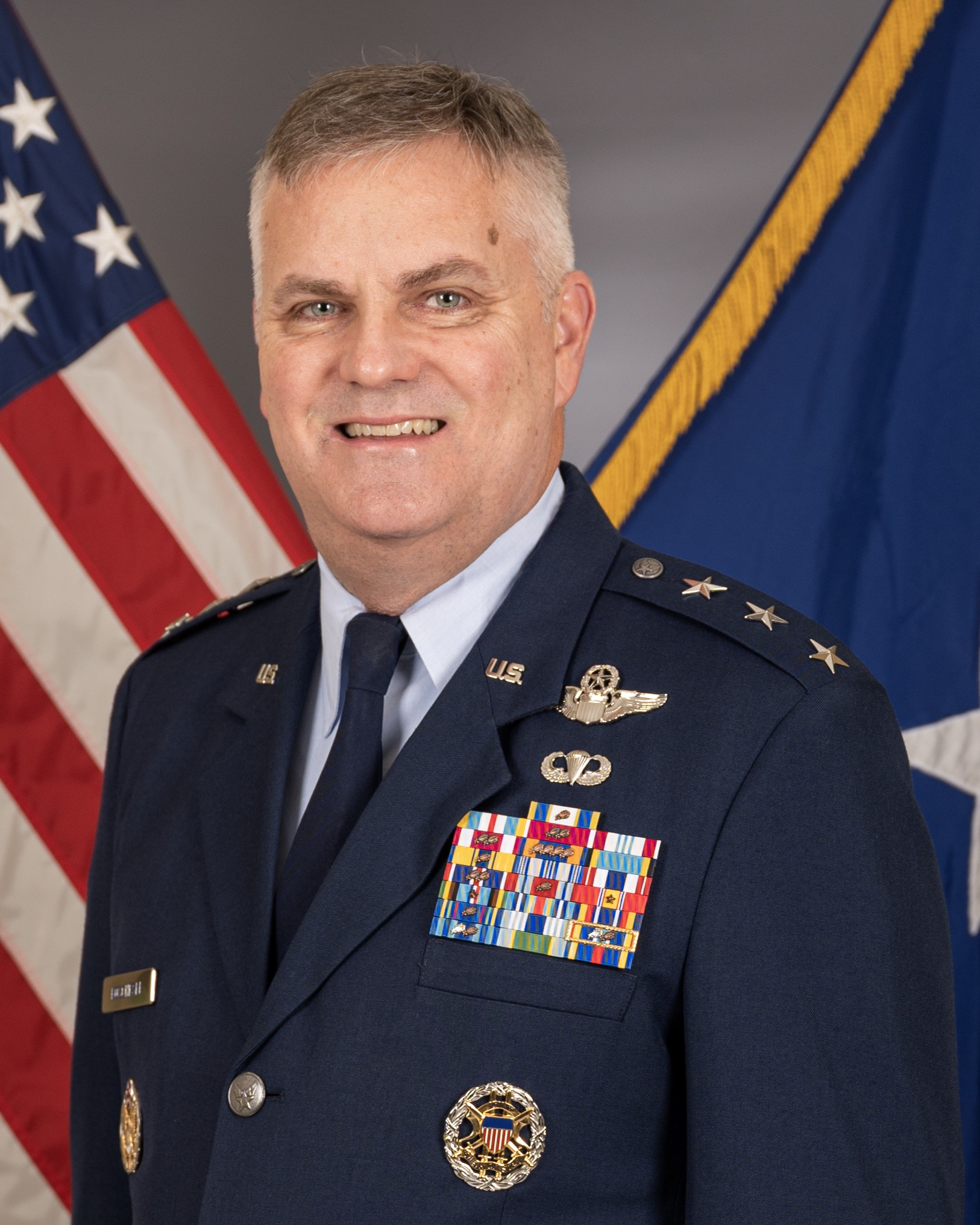
Michael G. Koscheski (2024)

Michael Gary Koscheski (* um 1970) ist ein Generalleutnant der United States Air Force. Er war unter anderem Kommandeur der 15. Luftflotte.
Im Jahr 1992 absolvierte er die United States Air Force Academy in Colorado Springs. Nach seiner Graduation wurde er als Leutnant in das Offizierskorps der Air Force aufgenommen. In der Folge durchlief er alle Offiziersgrade vom Leutnant bis zum Drei-Sterne-General.
Im Lauf seiner militärischen Karriere absolvierte er verschiedene Kurse und Schulungen. Dazu gehörten unter anderem eine Ausbildung zum Kampfpiloten und weitere Fortbildungskurse als Pilot neuer Flugzeugtypen; die Squadron Officer School auf der Maxwell Air Force Base in Alabama; die U.S. Air Force Weapons School auf der Nellis Air Force Base in Nevada; das Air Command and Staff College über einen Fernkurs und das Command and General Staff College der United States Army in Fort Leavenworth in Kansas. Später folgten weitere Fortbildungsmaßnahmen wie die School of Advanced Air and Space Studies und das Air War College, die beide auf der Maxwell AFB stattfanden; das Joint Forces Staff College in Norfolk in Virginia; das Seminar XXI Program am Massachusetts Institute of Technology (MIT) sowie der Cyberspace Operations Executive Course, der Capstone General and Flag Officer Course, der Combined Force Air Component Commander Course und das Advanced Senior Leader Development Seminar. Außerdem erhielt er akademische Grade von der Seattle University, der Harvard University und der University of North Carolina at Chapel Hill.
In seinen frühen Jahren als Offizier der Luftwaffe war er an verschiedenen Stützpunkten stationiert. Dabei war er als Pilot, Flugausbilder, Waffenoffizier oder Stabsoffizier bei unterschiedlichen Einheiten tätig. Dazwischen absolvierte er die erwähnten Schulungen. Später war er als Pilot in Syrien, im Irak und in Afghanistan eingesetzt, wobei er es auf über 650 Kampfeinsätze brachte.
Zu Beginn der 2000er Jahre war er mehrfach auf der Royal Air Force Base Lakenheath in England stationiert. Sein erstes größeres Kommando erhielt Michael Koscheski als Oberstleutnant in April 2008, als er auf der Mountain Home Air Force Base in Idaho den Oberbefehl über das 389. Kampfgeschwader (389th Fighter Squadron) übernahm. Diese Aufgabe nahm er bis zum August 2009 wahr. Anschließend gehörte er bis zum Juni 2011 dem erweiterten Stab der Joint Chiefs of Staff an. Nach einer zwischenzeitlichen anderen Verwendung erhielt er im Juli 2012 das Kommando über die 4th Operations Group, die auf der Seymour Johnson AFB in North Carolina ansässig war. Diesen Posten bekleidete er bis zum Juli 2014.
Koscheskis nächste Mission führte ihn zur Al Udeid Air Base in Katar. Bis zum April 2015 war er dort Leiter der Stabsabteilung für Operationem im Hauptquartier des U.S. Air Forces Central Commands, das dem United States Central Command untersteht. Anschließend kommandierte er bis zum Mai 2016 das ebenfalls im Nahen Osten stationierte 332. Expeditionsgeschwader (332nd Air Expeditionary Wing). Danach gehörte er bis zum Juli 2018 in unterschiedlichen Funktionen dem Stab des Hauptquartiers der Air Force an.
Als Nächstes wurde er nach Deutschland zur Ramstein Air Base versetzt. Dort gehörte er bis zum April 2020 ebenfalls in verschiedenen Funktionen dem Stab des Hauptquartiers der United States Air Forces in Europe – Air Forces Africa an. Danach wurde er stellvertretender Kommandeur der 9. Luftflotte (Ninth Air Force). Gleichzeitig war er auch stellvertretender Kommandeur der amerikanischen Luftstreitkräfte im Nahen Osten (Deputy Combined Force Air Component Commander, U.S. Central Command, Southwest Asia).
Am 13. August 2021 übernahm er auf der Shaw Air Force Base in South Carolina als Nachfolger von Chad P. Franks das Kommando über die 15. Luftflotte. Dieses Amt bekleidete er bis zum 5. Januar 2024 als David B. Lyons seine Nachfolge antrat. Daran schloss sich eine Versetzung auf die Langley Air Force Base in Virginia an, wo er das Amt des stellvertretenden Kommandeurs des Air Combat Commands (ACC) übernahm. Dieses Amt bekleidet er bis heute (Mai 2025).
Während seiner aktiven Zeit als Militärpilot absolvierte er über 2800 Flugstunden auf verschiedenen Flugzeugtypen.

## Daten der Beförderungen
| Abzeichen | Rang               | Jahr             |
| --------- | ------------------ | ---------------- |
|           | Second Lieutenant  | 27. Mai 1992     |
|           | First Lieutenant   | 27. Mai 1994     |
|           | Captain            | 27. Mai 1996     |
|           | Major              | 1. Januar 2003   |
|           | Lieutenant Colonel | 1. Dezember 2006 |
|           | Colonel            | 1. Oktober 2010  |
|           | Brigadier General  | 4. Juli 2017     |
|           | Major General      | 22. Mai 2020     |
|           | Lieutenant General | 5. Januar 2024   |

## Orden und Auszeichnungen
Michael Koscheski erhielt im Lauf seiner militärischen Laufbahn unter anderem folgende Auszeichnungen:
- Defense Superior Service Medal
- Legion of Merit
- Air Medal
- Air Force Commendation Medal
- Air Force Achievement Medal
- Defense Meritorious Service Medal
- Meritorious Service Medal
- Aerial Achievement Medal